# Фридрих II (Анхалт)
Леополд Фридрих II Едуард Карл Александер фон Анхалт (на немски: Leopold Friedrich Eduard Karl Alexander von Anhalt; Friedrich II Herzog von Anhalt; * 19 август 1856, Десау; † 21 април 1918, дворец Баленщет) от род Аскани, е управляващ херцог на Анхалт (1904 – 1918), херцог на Саксония, Енгерн и Вестфалия, граф на Аскания, пруски генерал на кавалерията (13 септември 1911).

## Биография
Той е вторият син на херцог Леополд Фридрих I Франц Николаус фон Анхалт (1831 – 1904), княз фон Анхалт-Десау, и съпругата му Антоанета фон Саксония-Алтенбург (1838 – 1908), дъщеря на принц Едуард фон Саксония-Алтенбург (1804 – 1852) и първата му съпруга Амалия фон Хоенцолерн-Зигмаринген (1815 – 1841). Брат е на Леополд (1855 – 1886), наследствен принц на Анхалт, Едуард (1861 – 1918), херцог на Анхалт, Ариберт (1864 – 1933), Елизабет (1857 – 1933), омъжена 1877 г. за велик херцог Адолф Фридрих V фон Мекленбург-Щрелиц (1848 – 1914), и на Александра (1868 – 1958), омъжена 1897 г. за княз Зицо фон Шварцбург (1860 – 1926).
Фридрих II пътува заедно с по-големия си брат Леополд с научни цели до Женева, Бон и Мюнхен. Двамата братя стават след това офицери в пруската войска и остават там до 1883 г. на активна служба. След ранната смърт на Леополд през 1886 г. Фридрих става наследник на трона и се занимава с държавното управление.
Фридрих II фон Анхалт умира бездетен на 61 години на 21 април 1918 г. в дворец Баленщет през последната година на Първата Световна война. През през април 1918 г. по-малкият му брат Едуард фон Анхалт става херцог на Анхалт, но умира след кратко управление, малко преди изчезването на монархията.

## Фамилия
Фридрих II фон Анхалт се жени на 2 юли 1889 г. в Карлсруе за принцеса София Мария Луиза Амалия Йозефина фон Баден (* 26 юли 1865, Баден-Баден; † 29 ноември 1939, Баден-Баден), дъщеря на принц Лудвиг Вилхелм фон Баден (1829 – 1897) и принцеса Мария Максимилиановна Романовски, херцогиня фон Лойхтенберг (1841 – 1914), дъщеря на херцог Максимилиан дьо Боарне (1817 – 1852) и руската велика княгиня Мария Николаевна (1819 – 1876). Тя е сестра на наследствения принц Максимилиан фон Баден (1867 – 1929), 1918 г. последният канцлер на Германската империя. Бракът е бездетен.